# 難波安組
二代目難波安組（なんばやすぐみ），本部位於大阪府堺市堺區甲斐町東1-2-28，日本的指定暴力團・六代目山口組的2次團體。直參50名。正式成員約180人。2009年9月解散。

## 简史
大阪的名門組織｢土井組｣傘下難波安組初代松本安男親分在堺市興築地盤。
二代目小林治親分退脫土井組移籍三代目山口組的有力組織｢櫻井組｣。
四代目山口組發展時期，竹中正久盃授二代目難波安組･小林治組長，小林治升格為山口組直系組長。
2009年9月，二代目組長小林治引退發表，難波安組解散，組員移籍宅見組、南一家等山口組各直系組織。

## 歷代組長
- 初代目：松本安男
- 二代目：小林治（六代目山口組若中）

## 最高幹部
- 組長・小林治
- 若頭・中西勝彦
- 舍弟頭・鹿田次郎
- 本部長・千葉嗣幸

## 链接
- 二代目難波安組